# Vandeleuria nolthenii
Vandeleuria nolthenii (Phillips, 1929) è un roditore della famiglia dei Muridi endemico dello Sri Lanka.

## Descrizione

### Dimensioni
Roditore di piccole dimensioni, con la lunghezza della testa e del corpo tra 85 e 87 mm, la lunghezza della coda tra 123 e 127 mm, la lunghezza del piede di 20 mm, la lunghezza delle orecchie di 14 mm.

### Aspetto
La pelliccia è relativamente lunga, densa e molto soffice. Le parti dorsali sono bruno-rossastre scure, più scure sul dorso e più rossastre sui fianchi, mentre le parti ventrali sono grigio-biancastre. La base dei peli è ovunque grigio scura. Le orecchie sono relativamente corte, grigio scure, prive di peli e parzialmente nascoste nella pelliccia. Le vibrisse sono molto lunghe, nerastre e numerose. I piedi sono scuri. La coda è lunga circa una volta e mezza la testa ed il corpo, è uniformemente grigio scura e ricoperta di scaglie e di corti peli.

## Biologia

### Comportamento
È una specie arboricola e notturna. Costruisce nidi di foglie secche all'interno di cavità degli alberi.

### Alimentazione
Si nutre di frutta, semi, granaglie e piccoli insetti.

### Riproduzione
Femmine con quattro piccoli ciascuna sono state osservate nei primi giorni di aprile.

## Distribuzione e habitat
Questa specie è endemica degli altopiani centrali dello Sri Lanka.
Vive nelle foreste montane sempreverdi tra 1.320 e 2.130 metri di altitudine.

## Conservazione
La IUCN Red List, considerato l'areale limitato e frammentato e il continuo declino nella qualità del proprio habitat, classifica V.nolthenii come specie in pericolo (EN).